# Michael Stephens
Michael Francis Stephens (n. Hinsdale, Illinois, Estados Unidos, el 3 de abril de 1989) es un futbolista estadounidense. Juega de centrocampista y su club actual es el Chicago Fire de la Major League Soccer.

## Carrera

### Fútbol universitario y amateur
Stephens creció en Naperville, Illinois, estudió en la secundaria en el Edison Academic Center, y jugó al fútbol universitario por cuatro años en UCLA. Recibió el premio al Novato del Año de UCLA en 2006, mientras que también fue incluido en el equipo estelar de novatos por parte de Top Drawer Soccer, luego de haber jugado en todos los 24 partidos de la temporada en su primer año.
En 2008 Soccer America lo seleccionó para el equipo estelar, y se convirtió tan solo en el tercer jugador en la historia de los UCLA Bruins en recibir el Premio Pac-10 al Jugador del Año. En su último año, fue nombrado al primer equipo del All-Pac-10 y fue parte del segundo equipo del NSCAA All-Far West. Terminó su carrera universitaria con 81 partidos, 11 goles y 20 asistencias.
En sus años universitarios, Stephens también jugó dos temporadas con el Chicago Fire Premier de la USL Premier Development League.

### MLS
Stephens fue seleccionado en la primera ronda (16º en la general) del SuperDraft de la MLS de 2010 por Los Angeles Galaxy.  Hizo su debut como profesional el 27 de abril de 2010 en el primer partido de la temporada 2010 de la MLS del LA Galaxy frente al New England Revolution.

### Stabæk
A finales de enero de 2014 se anunció que Stephens pasaría un periodo de prueba con el Stabæk Fotball de Noruega, equipo que recientemente había fichado como entrenador a su compatriota y extécnico de la selección nacional de su país, Bob Bradley. El 4 de marzo el club confirmó que Stephens ficharía con el club por dos años. Hizo su debut el 29 de marzo en el partido inaugural de la temporada del Stabæk, ayudando a su equipo en la victoria 3-0 sobre el Sogndal. Stephens anotó su primer gol en la Tippeligaen en el empate 2-2 frente al Molde FK el 10 de agosto de 2014.

## Selección nacional
Stephens jugó con la selección estadounidense la Copa Mundial sub-20 de la FIFA de 2009, luego de anotar goles en partidos consecutivos frente a Costa Rica con esta misma selección en mayo de ese año. Fue el delantero titular en tres partidos de los Juegos Panamericanos de 2007, y jugó para el equipo sub-18 en 2006, anotando un gol y entregando tres asistencias. Anteriormente, había formado parte del programa de Residencia de la Selección sub-17 entre 2004 y 2006, y jugó para los equipos sub-15 y sub-16.
En 2012 formó parte del equipo olímpico estadounidense sub-23, que no logró clasificar para los juegos en Londres.

## Clubes
| Club         | País           | Año             |
| ------------ | -------------- | --------------- |
| LA Galaxy    | Estados Unidos | 2010−2013       |
| Stabæk       | Noruega        | 2014            |
| Chicago Fire | Estados Unidos | 2015 - Presente |

## Palmarés

### Campeonatos nacionales
| Título             | Club      | País           | Año  |
| ------------------ | --------- | -------------- | ---- |
| Copa de la MLS     | LA Galaxy | Estados Unidos | 2011 |
| Copa de la MLS     | LA Galaxy | Estados Unidos | 2012 |
| Supporters' Shield | LA Galaxy | Estados Unidos | 2011 |
| Supporters' Shield | LA Galaxy | Estados Unidos | 2012 |